# Deutsche Bergbau Technik

Logo der Deutschen Bergbau Technik (DBT)

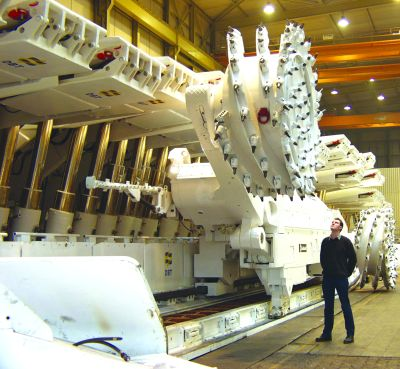
Hydraulischer Schildausbau mit Kettenförderer und Walzenschrämlader, 2002

Die DBT Deutsche Bergbautechnik GmbH (DBT) war von Anfang 1995 bis Mai 2007 eine hundertprozentige Tochtergesellschaft von „RAG Coal International“ und gehörte damit zum Konzernverbund der RAG Aktiengesellschaft. Das Unternehmen ging aus dem Zusammenschluss von drei traditionsreichen Bergbauzulieferanten – „Halbach & Braun Maschinenfabrik“ und „Hermann Hemscheidt Maschinenfabrik“ in Wuppertal sowie der „Westfalia Becorit Industrietechnik“ (ehemals „Gewerkschaft Eisenhütte Westfalia“) in Lünen (Nordrhein-Westfalen) – hervor. Im Mai 2007 wurde die DBT von „Bucyrus International“ mit Sitz in Milwaukee, Wisconsin, für 559 Millionen Euro übernommen, die ihrerseits 2011 in Caterpillar  aufgingen. 2023 übernahm das Unternehmen Hauhinco aus Sprockhövel das Strebgeschäft von Caterpillar in Lünen, Wuppertal, Australien, den USA, Indien und China.
Die DBT lieferte komplette Systemlösungen für den untertägigen Bergbau und war Marktführer in der Strebtechnik, bestehend aus hydraulischem Schildausbau, elektrohydraulischen Steuerungen, Förderern, Hobelanlagen und Brechern. Die Akquisition des amerikanischen Bergbauzulieferers „Long-Airdox“ im Juli 2001 komplementierte die Produktpalette der DBT mit einem eigenen Walzenschrämlader und erweiterte sie um Lösungen für den Kammer- und Pfeilerbau.
Der Umsatz der DBT betrug
- 2000 – 349 Millionen Euro
- 2001 – 448 Millionen Euro

Die DBT-Gruppe bestand aus 15 Unternehmen in acht Ländern mit rund 25 Service- und Produktionsstätten und war auf allen wichtigen Bergbaumärkten in Nord- und Südamerika, Südafrika, Australien und China vor Ort vertreten. Weltweit beschäftigt die DBT Gruppe rund 3200 Mitarbeiter, davon 60 Prozent außerhalb Deutschlands. Der Hauptsitz der DBT befand sich auf dem Gelände der ehemaligen „Westfalia Becorit Industrietechnik“ in Lünen und unterhielt über 1100 Arbeitsplätze. Das Gelände der „Halbach & Braun Maschinenfabrik“ an der Otto-Hahn-Straße in Wuppertal wurde aufgegeben. Von der ehemaligen „Hermann Hemscheidt Maschinenfabrik“ am Bornberg in Wuppertal steht nur noch die Halle 50; die übrigen Gebäude wurden 2007 abgerissen und machten Platz für ein neues Autozentrum.